# ¡A mí la Legión!
¡A mí la Legión! es una película española dirigida por Juan de Orduña y estrenada en el año 1942. El título hace referencia al cuarto espíritu del credo legionario, la llamada que cualquier legionario debe atender para auxiliar a otro legionario que la proclame, con la razón o sin ella.

## Argumento
La primera parte está ambientada en el protectorado español de Marruecos, Grajo y Mauro son dos legionarios, interpretados respectivamente por Mayo y Peña. Mauro es sospechoso de una muerte sucedida durante una fiesta y Grajo investiga el asesinato para exculparle, convencido de su inocencia por la camaradería que les une. La segunda parte transcurre tiempo después de este suceso en el país ficticio Sidonia, donde ambos se reencuentran y Grajo ve recompensada su lealtad.

## Cartel
El cartel de la película fue realizado por José Peris Aragó con un formato 105,5 x 72 cm. En él puede observase a El Grajo y a Mauro (de los que solo se muestra su cabeza) vestidos con el uniforme militar mostrado al fondo las banderas españolas ondeando.

## Recepción
Ambientada en la rutina castrense de la Legión, supuso una exaltación de los valores del credo legionario y refleja rasgos típicos de la vida militar. Contó con el comandante Luis Meléndez, el capitán Prada, el capitán Sentís y el comandante Marcial Torres como asesores militares. Fue un éxito de CIFESA y para los actores protagonistas, que encarnaban la idea popular del héroe y el galán. Por su carácter de drama ambientado en el ejército, fue apoyada por los militares del primer franquismo, que ocupaban la mayor parte de los puestos de la Administración. 
Un crítico de la revista Fotogramas comentó sobre ella que «es la mítica legionaria que tanto predicamento tuvo durante el franquismo y que algunos nostálgicos siguen añorando».